# Youssoufia
Youssoufia (en àrab اليوسفية, al-Yūssufiyya; en amazic ⵍⵉⵡⵙⵓⴼⵉⵢⴰ) és un municipi de la província de Youssoufia, a la regió de Marràqueix-Safi, al Marroc. Segons el cens de 2014 tenia una població total de 67.628 persones. Es troba a 60 km de Ben Guerir, 90 km a l'est de Safi, a 100 km de Marràqueix i 230 km al sud de Casablanca. És conegut per la seva alta producció de fosfat, una sal inorgànica química d'àcid fosfòric.

## Història
La ciutat va ser fundada el 1931 pels francesos quan van començar a explotar la mina de fosfat de la conca de Gantour. Va rebre el nom d'un mestre francès, Louis Gentil.